# Mona Vale
Mona Vale è un sobborgo a nord di Sydney, nello Stato del Nuovo Galles del Sud, Australia. Mona vale è a 28 km a nord-est dal distretto affaristico centrale di Sydney, nell'area governativa locale di Consiglio di Northern Beaches, facente parte dell'omonima regione Spiagge settentrionali.

## Storia
L'area era conosciuta dagli aborigeni come "Bongin Bongin". Le prime concessioni nel distretto di Pittwater non furono concesse fino al 23 aprile 1813. La terra che ora comprende Mona Vale fu data a Robert Campbell (1769-1846), e fu ispezionato nel maggio 1814 ed è originaria di un'area di 2.8 km2 che si estende fino a Newport beach. Mona Vale in Scozia potrebbe avere ispirato la scelta di Campbell per dare il nome all'area. Il Dr. William Bryan fu il primo sindaco di Mona Vale.
Nel 2005, Mona Vale diventò un centro amministrativo del Consiglio di Pittwater dopo che la camera di consiglio si trasferì da Warriewood. Il consiglio di Pittwater fu unito a quello di Warringah e Manly per formare il consiglio di Northern Beaches.

## Monumenti e luoghi di interesse
Mona Vale ha due scuole primarie e una scuola superiore, un RSL Club (struttura di assistenza per militari o ex-militari), un parco, una biblioteca, un campo da golf, un ospedale, una pista per skateboard, una rimessa per autobus, tre supermarket e vari negozi. Il Mona Vale Hospital è l'ospedale del distretto, il cui reparto maternità fu chiuso per un'emergenza amianto e poi riaperto nel 2013. Ha anche vari percorsi pedonali per passeggiate.
Mona Vale ha una spiaggia con acque basse (conosciuta come "Bongin Bongin Beach") con una piscina per bambini nel suo limite nord. La spiaggia confina col campo da golf. A nord di questa c'è un'altra spiaggia chiamata "The Basin" (Il Bacino) che ha una alta concentrazione di onde chiamata "Whomp" che è molto popolare tra i surfisti.

### Chiese
A Mona Vale ci sono due chiese:
- La Chiesa cattolica del Sacro Cuore
- La Chiesa anglicana di Mona Vale

## Infrastrutture e trasporti
Mona Vale si trova all'incrocio delle due strade principali per Sydney: Mona Vale Road (A3) e Pittwater Road (A8).

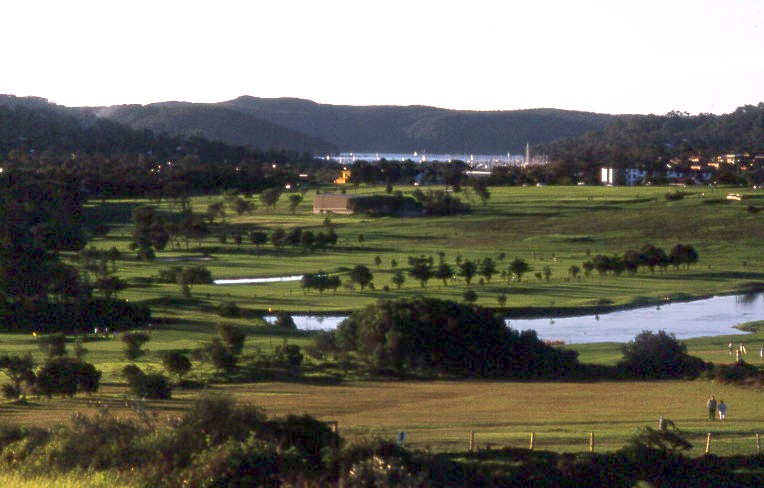
Mona Vale Golf Course nel tardo pomeriggio

Mona Vale è raggiungibile via autobus, e c'è un deposito degli autobus, il Mona Vale Bus Depot, nella via Darley Street.

## Cultura

### Istruzione
Le scuole presenti a Mona Vale sono:
- La scuola primaria del Sacro Cuore
- La scuola pubblica di Mona Vale
- La scuola superiore Pittwater

## Sport

### Associazioni sportive
- Mona Vale Raiders Rugby League Club
- Pittwater RSL Soccer Club
- Peninsula Netball Club
- Peninsula Cricket Club
- Mona Vale Surf Lifesaving Club
- Mona Vale Boardriders
- Mona Vale Commodores Netball Club